# Предраг Антонијевић
Предраг Гага Антонијевић (Ниш, 7. фебруар 1959) српски је режисер, сценариста и продуцент.

## Биографија
Рођен је у Нишу 1959. године, али је од најранијег детињства живео у Ужицу. Дипломирао је на Факултету драмских уметности у Београду — одсек за филмску и ТВ режију.
Након низа краткометражних документарних и телевизијских филмова, 1984. дебитује на филмском платну са пројектом О покојнику све најлепше чији је и сценариста и исте године осваја награду УНИЦЕФ-а на филмском фестивалу у Венецији.
Године 1989. учествује као придружени редитељ у реализацији ТВ серије Балкан експрес и филма Балкан експрес 2, а 1991. потписује режију филма Мала, по сценарију Радослава Павловића, са којим осваја низ награда. Исте године одлази у САД.
Године 1998. у продукцији Оливера Стоуна режира филм Спаситељ који је освојио неколико награда. Током 2000-их у Америци режира филмске наслове: Hard Cash, Little Murder, Breaking at the Edge, где окупља великане америчког филма (Вал Килмер, Бен Кингсли, Енди Макдауел). У Србији је током 2016. учествовао као редитељ крими ТВ серије Убице мог оца, која је после прве епизоде побрала све симпатије публике. Године 2018. у његовој режији приказан је филм Заспанка за војнике. Режирао је филм о страдању деце у Јасеновцу током Другог светског рата Дара из Јасеновца, који се снимао током јесени 2019, а приказивање је почело 2021. године.
Идејни је творац и креатор популарне шпијунске трилер серије Државни службеник и  серије Певачица. Живи и ради на релацији Србија - САД. Руководи продуцентском кућом Данделион продакшн.

## Награде и признања
- Орден Карађорђеве звезде првог степена (15. фебруар 2021)[2]

## Филмографија
| Год.  | Назив                               | Жанр                         | Награда |
| ----- | ----------------------------------- | ---------------------------- | ------- |
| 1981. | Бунари Радоша Модричанина           | редитељ                      |         |
| 1982. | Гости у Гостиљу                     | редитељ                      |         |
| 1983. | Градитељи будућности                | редитељ                      |         |
| 1984. | О покојнику све најлепше            | сценарио и режија            |         |
| 1984. | Како се калио народ Горњег Јауковца | сценариста и редитељ         |         |
| 1988. | Балкан експрес 2                    | редитељ                      |         |
| 1988. | Балкан експрес 2 (ТВ серија)        | редитељ                      |         |
| 1991. | Мала (филм)                         | редитељ                      |         |
| 1998. | Спаситељ (филм)                     | редитељ                      |         |
| 2002. | Hard Cash                           | редитељ                      |         |
| 2011. | Litle Murder                        | редитељ                      |         |
| 2013. | Breaking at the Edge                |                              |         |
| 2016— | Убице мог оца                       | сценариста, редитељ, креатор |         |
| 2018. | Заспанка за војнике                 | сценариста и редитељ         |         |
| 2019— | Државни службеник (серија)          | продуцент, редитељ, креатор  |         |
| 2020. | Дара из Јасеновца                   | редитељ                      |         |
| 2021— | Певачица (ТВ серија)                | сценариста                   |         |
| 2022. | Бунар (серија)                      | продуцент, креатор           |         |
| 2023. | Дара из Јасеновца (мини-серија)     | редитељ                      |         |
| 2024. | Рингишпил (серија)                  | продуцент, креатор           |         |